# Hoplopleuridae
Die Hoplopleuridae sind eine Familie der Echten Tierläuse, die bei Nagetieren, Ochotonidae, Maulwürfen und Spitzmäusen vorkommen. Typgattung ist Hoplopleura, die zugleich auch die artenreichste ist.

## Merkmale
Es handelt sich um kleine bis mittelgroße Tierläuse. Augen und Augenkegel fehlen. Die Antennen haben fünf Glieder, eine Okzipitalapophyse ist nicht ausgebildet, die Hauptborste auf dem Hinterkopf ist lang. Die Einstülpung der Notal-Apophyse fehlt. Die thorakalen Phragmata sind schwach entwickelt. Die mesothorakale Dorsalleiste ist medial zusammengewachsen, die metathorakale Dorsalleiste von ihr getrennt, eine dorsale metathorakale Borste ist nicht vorhanden. Die Sternalplatte des Brustabschnitts ist gut entwickelt. Die Größe der drei Beinpaare nimmt von vorn nach hinten zu, der Tibialdaumen ist gut entwickelt. Das Abdomen ist mäßig mit Borsten bedeckt, Tergite und Sternite sind gut entwickelt. Die ein bis drei Pleurite stehen kappenartig vom Körper ab. Am Abdomen sind sechs Stigmen ausgebildet. Die Parameren (bewegliche Anhänge am männlichen Begattungsorgan) und Pseudopenis sind gut entwickelt. Das achte und neunte Gonopodium sind bei den Weibchen deutlich ausgebildet.
Charakteristika zur Identifizierung der Familie sind:
- das zweite abdominale Sternit ist zur Seite verlängert und steht mit der entsprechenden Paratergalplatte in Verbindung
- das Hinterbein ist das stärkste der drei Gliedmaßen

## Gattungen
Zur Familie gehören derzeit sechs bis acht Gattungen mit 183 Arten:
- Ancistroplax Waterston, 1929
- Haematopinoides Osborn, 1891
- Hoplopleura Enderlein, 1904
- Paradoxophthirus Chin, 1989
- Pterophthirus Ewing, 1923
- Schizophthirus Ferris, 1922

Unsichere Zuordnungen sind:
- Typhlomyophthirus Chin, 1980: Diese monotypische Gattung wird meist in die Polyplacidae eingruppiert.
- Ferrisella Castro & Verzi, 2002: Die Ausgliederung von Hoplopleura ochotonae in die monotypische Gattung Ferrisella ist bislang nicht allgemein anerkannt.